# Nová Ves nad Váhom
Nová Ves nad Váhom (bis 1927 slowakisch „Považská Nová Ves“ oder „Váh Novejsa“; deutsch Neudorf an der Waag, ungarisch Vágújfalu) ist eine Gemeinde im Westen der Slowakei mit 564 Einwohnern (Stand 31. Dezember 2024), die zum Okres Nové Mesto nad Váhom, einem Teil des Trenčiansky kraj, gehört.

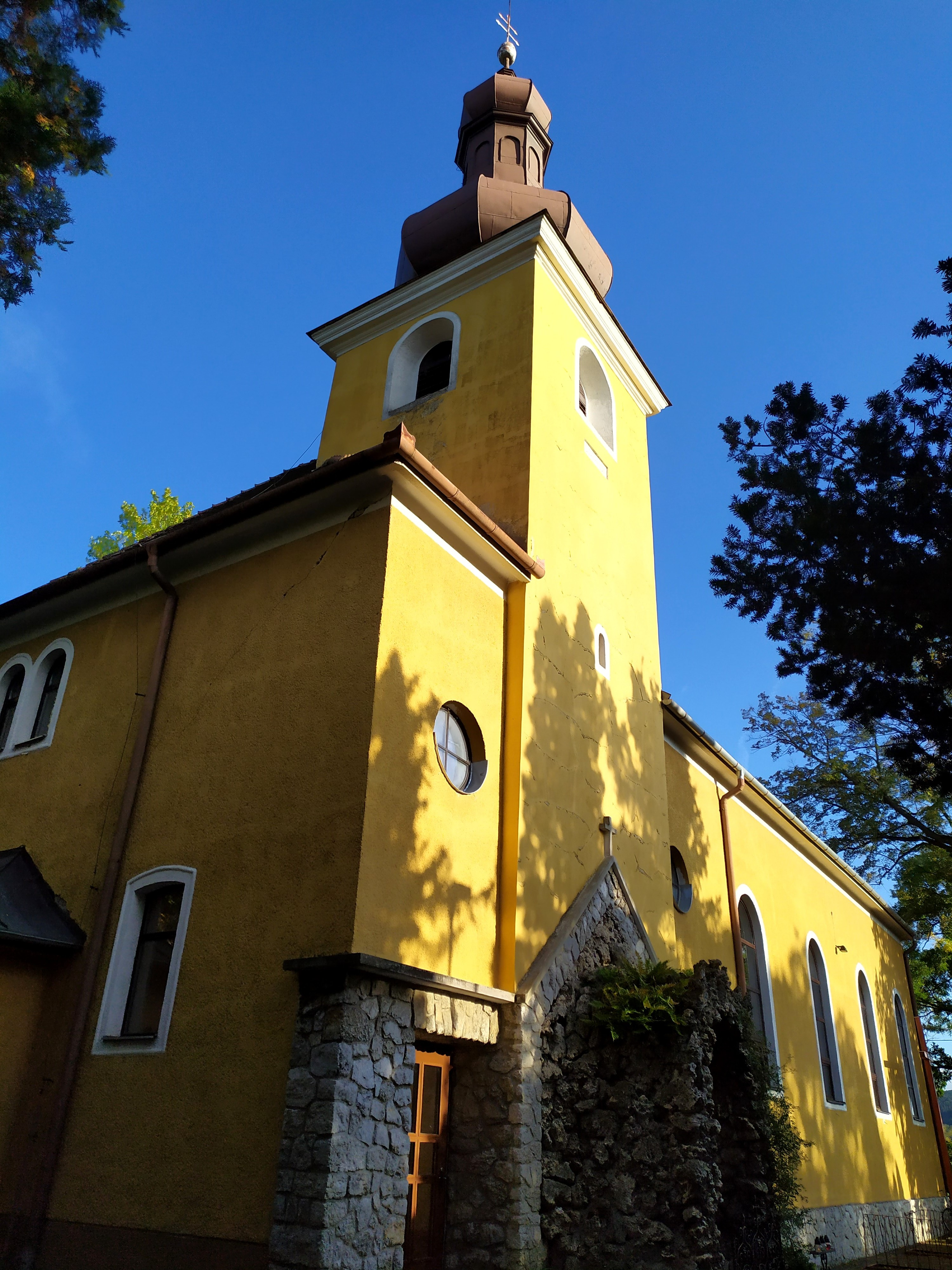
Kirche des Hl. Martin in Nová Ves nad Váhom

## Geographie
Die Gemeinde befindet sich im nördlichen Ausläufer des Hügellands Trnavská pahorkatina, einem Teil des slowakischen Donautieflands, am linken Ufer der Waag, die hier jenseits der Autobahn liegt. Weiter östlich erhebt sich der Považský Inovec. Das Ortszentrum liegt auf einer Höhe von 180 m n.m. und ist acht Kilometer von Nové Mesto nad Váhom entfernt.
Nachbargemeinden sind Kočovce im Norden, Kálnica im Osten, Hôrka nad Váhom im Süden, Považany im Südwesten und Nové Mesto nad Váhom im Westen.

## Geschichte
Der Ort wurde zum ersten Mal als Wyfalw schriftlich erwähnt, weitere alte Namen sind Nova Villa (1552) sowie Nowa Wes (1773). Das Dorf war Teil des Herrschaftsgebiets der Burg Beckov, 1598 hatte es 44 Häuser, 1720 gab es hier Weingärten und es wohnten 36 Steuerpflichtige. 1828 zählte man 85 Häuser und 810 Einwohner, deren Haupteinnahmequelle Landwirtschaft war.
Bis 1918 gehörte der im Komitat Trentschin liegende Ort zum Königreich Ungarn und kam danach zur Tschechoslowakei beziehungsweise heute Slowakei.
Von 1976 bis 1990 war Nová Ves nad Váhom Teil der Nachbargemeinde Kočovce.

## Bevölkerung
| Jahr                | 1994 | 2004    | 2014    | 2024    |
| ------------------- | ---- | ------- | ------- | ------- |
| Anzahl der Personen | 534  | 517     | 542     | 564     |
| Unterschied         |      | −3,18 % | +4,83 % | +4,05 % |

| Jahr                | 2023 | 2024    |
| ------------------- | ---- | ------- |
| Anzahl der Personen | 560  | 564     |
| Unterschied         |      | +0,71 % |

Nach der Volkszählung 2011 wohnten in Nová Ves nad Váhom 561 Einwohner, davon 555 Slowaken und 3 Tschechen. 3 Einwohner machten keine Angabe zur Ethnie.
453 Einwohner bekannten sich zur römisch-katholischen Kirche, 17 Einwohner zur Evangelischen Kirche A. B., 10 Einwohner zur apostolischen Kirche, 4 Einwohner zu den Baptisten und jeweils 2 Einwohner zu den Zeugen Jehovas sowie zur evangelisch-methodistischen Kirche; 1 Einwohner gab eine andere Konfession an. 58 Einwohner waren konfessionslos und bei 14 Einwohnern wurde die Konfession nicht ermittelt.

## Bauwerke
- römisch-katholische Martinskirche aus dem 13. Jahrhundert mit einem Renaissance-Turm, im 18. Jahrhundert wurde die Kirche barock umgestaltet und 1943 um ein weiteres Kirchgebäude ergänzt
- Kapelle im Barockstil aus dem 18. Jahrhundert